# Presuda (drama)
Presuda (izdan 1953.) je drama Agathe Christie. 
Drama, pisana za kazališno izvođenje 1958. godine, objavljena iste godine. Prvi put izveden u Strand Theatre, u Londonu, 22. svibnja 1958. godine. Po mišljenju Agathe Christie ovo je njena najbolja drama poslije Svjedoka optužbe. Ona je željela da se drama zove "No Fields of Amaranth" ali je naziv promijenjen u posljednjem trenutku pred samo postavljanje predstave na scenu.